# Forsa landsfiskalsdistrikt
Forsa landsfiskalsdistrikt var 1918–1964 ett landsfiskalsdistrikt i Gävleborgs län, bildat när Sveriges indelning i landsfiskalsdistrikt trädde i kraft den 1 januari 1918, enligt beslut den 7 september 1917. Den 1 januari 1965 avskaffades i Sverige samtliga landsfiskaler och landsfiskalsdistrikt, och deras arbetsuppgifter delades upp på de nyskapade indelningarna polisdistrikt, åklagardistrikt och kronofogdedistrikt.
Landsfiskalsdistriktet låg under länsstyrelsen i Gävleborgs län.

## Ingående områden
När Sveriges nya indelning i landsfiskalsdistrikt trädde i kraft den 1 oktober 1941 (enligt kungörelsen den 28 juni 1941) tillfördes Ilsbo landskommun från Hälsingtuna landsfiskalsdistrikt. I kungörelsen 20 december 1946 om rikets indelning i landsfiskalsdistrikt lade regeringen till att den framdeles ville besluta om sammanslagning av Forsa landsfiskalsdistrikt med Hälsingtuna landsfiskalsdistrikt. När Sveriges nya indelning i landsfiskalsdistrikt trädde i kraft den 1 januari 1952 (enligt kungörelsen 1 juni 1951) införlivades kommunerna Harmånger och Jättendal från det upplösta Gnarps landsfiskalsdistrikt samt kommunerna Hälsingtuna och Rogsta från det upplösta Hälsingtuna landsfiskalsdistrikt. Samtidigt, genom kommunreformen, uppgick de tidigare kommunerna Jättendal och Ilsbo i Harmångers kommun; Hög i Forsa kommun samt Rogsta i Hälsingtuna kommun. Den 1 januari 1961 införlivades Hudiksvalls stad i Forsa landsfiskalsdistrikt, dock endast i utsökningshänseende.

### Från 1918
- Forsa landskommun
- Högs landskommun

### Från 1 oktober 1941
- Forsa landskommun
- Högs landskommun
- Ilsbo landskommun

### Från 1952
- Forsa landskommun
- Harmångers landskommun
- Hälsingtuna landskommun

### Från 1 januari 1961
- Forsa landskommun
- Harmångers landskommun
- Hudiksvalls stad (endast i utsökningshänseende)[8]
- Hälsingtuna landskommun